# 当年明月
当年明月（とうねんめいげつ、1979年10月 - ）は、中華人民共和国の小説家・官僚。本名は石悦。代表作に小説『明朝那些事児』。湖北省宜昌市出身。現職は山東省人民政府弁公庁総合処処長。

## 略歴
1979年10月、湖北省宜昌市で生まれる。
2000年7月に仕事に参加し、広東省順徳税関に勤めている。
2006年3月、明史を題材にした小説『明朝那些事児』執筆開始。2009年3月、『明朝那些事児』は全部で7本出版された。
2013年4月、環境保護局宣教中心総合室副主任（副処級）に就任。同年10月から2014年12月31日まで、河北省承徳市隆化県副県長を兼務。2016年2月、中版文化伝播（北京）有限公司副総経理に転任。2018年5月、山東省人民政府弁公庁総合処処長に転出。

## 作品
- 『明朝那些事児』